# Podonomopsis illiesi
Podonomopsis illiesi är en tvåvingeart som beskrevs av Lars Zakarias Brundin 1966. Podonomopsis illiesi ingår i släktet Podonomopsis och familjen fjädermyggor.
Artens utbredningsområde är Peru. Inga underarter finns listade i Catalogue of Life.